# Gis Muzikaviva
Muzikaviva je zasebna glasbena šola, ki deluje od leta 1988 in je bila prva tovrstna glasbena šola v Sloveniji. Prostore imajo v Ljubljani in okolici
Izobražujejo vse starostne skupine, njihova zvrst je predvsem pop, rock, jazz. Inštrumenti so bolj popularne narave (električne kitare, klaviature, bobni, petje). Pri njih se je učilo veliko slovenskih glasbenikov. Premorejo tudi snemalni studio, organizirajo klinike priznanih glasbenikov, »bendijade« in nastope svojih učencev.